# Salif Keita (środkowoafrykański piłkarz)
Salif Keita (ur. 10 kwietnia 1990 w Bégoua) – środkowoafrykański piłkarz występujący na pozycji obrońcy. Zawodnik klubu SCAF Tocages.

## Kariera klubowa
Keita karierę rozpoczynał w kameruńskim zespole Cotonsport Garua. W 2010 roku zdobył z nim mistrzostwo Kamerunu. Po tym sukcesie odszedł do angolskiego Atlético Namibe. Jednak jeszcze w tym samym roku przeszedł do gabońskiego US Bitam. W 2011 roku podpisał zaś kontrakt z marokańskim Difaâ El Jadida z GNF 1. Następnie grał w: algierskim RC Arbaâ (2015-2016), kongijskim DC Motema Pembe (2016-2018), gabońskim AS Mangasport (2018) i irackim Erbil SC (2018-2019). W 2019 przeszedł do SCAF Tocages.

## Kariera reprezentacyjna
W reprezentacji Republiki Środkowoafrykańskiej Keita zadebiutował w 2007 roku.